# Phoboscincus bocourti
Phoboscincus bocourti é uma espécie de réptil escamado da família Scincidae.
Apenas pode ser encontrada na Nova Caledónia.